# Marcus Winther-John
Marcus Winther-John (født i England 13. maj 1971) er dansk-engelsk songwriter, musiker, blogger og forfatter. 

## Musik og sangskrivning
Marcus blev født i Amersham, England og flyttede til Danmark som 12-årig. I 1994 pladedebuterede han som forsanger, rytmeguitarist og sangskriver i bandet Inside The Whale inspireret af grungebølgen og Red Hot Chili Peppers. Sammen med Dizzy Mizz Lizzy & Kashmir (den såkaldte Grønne Bølge) definerede de dansk rockmusik i 90’erne. Efter to engelsksprogede albums og et hav af koncerter i Frankrig, Spanien, Tyskland og selvfølgelig Danmark tog de et overraskende skift til dansk og udgav i 1998 albummet Rebeller Uden Sag med deres største hit (og nu officielle evergreen) Hvor Er Tiden Der Ta'r Os. To år efter fulgte albummet Tænk Hvis Du Gik Glip Af Noget, og kort efter opløstes hvalerne for at udforske nye musikalske territorier hver for sig. 
Marcus kickstartede en solokarriere med nummeret High On You, der blev Ugens Uundgåelige på P3, og i 2003 udkom solodebutalbummet Grow. Men med co-writer credits på hovedparten af Tim Christensens debutalbum, Secrets On Parade, på cv’et voksede efterspørgslen hurtigt på Marcus’ sangskrivningstalenter. Siden da har Marcus skrevet sange til udgivelser med en ualmindelig lang og varieret liste af hjemlige artister, f.eks. Tim Christensen, Sanne Salomonsen, Michael Learns to Rock, Anna David, Julie Berthelsen, Mads Langer, Christopher, Barbara Moleko, Sys Bjerre, Peter Belli, Dicte, Ankerstjerne m.fl. I film- og tv-verden har man også kunnet høre Marcus’ værker i form af X Factor-vindersange, Melodi Grand Prix-sange og placeringer i bl.a. Lego Friends, The Vampire Diaries, Violetta, Blinkende Lygter m.m.
I de senere år har sangene også fundet vej op ad de udenlandske hitlister med artister som New Kids On The Block, The Baseballs, David Bisbal, SHINee, med topplaceringer i bl.a. USA, Tyskland, Korea, Spanien og Japan. Og endda med en topplacering på verdens samlede salgsliste (United World Chart) med det japanske band J Soul Brothers med nummeret (You Shine) The World.
Udover at have skrevet og produceret Peter Bellis sidste to albums har Marcus turneret med Belli som “kapelmester" (bandleder, guitarist og korsanger) siden 2011 og efterfølgende skrevet en bog om tiden under Peter Bellis afskedsturne. Bogen udkom den 26. februar 2018 med titlen "Kapelmesterens Dagbog".
mere info på: https://www.facebook.com/wintherjohnsongs/